# Passaporte canadense
Um passaporte canadense é um passaporte emitido para os cidadãos do Canadá, para a finalidade de uso em viagens internacionais, permitindo ao portador viajar em países estrangeiros, de acordo com as obrigações de visto, facilitando o processo de obtenção de assistência consular no estrangeiro, caso necessário; e solicitação de proteção ao titular do passaporte, enquanto no estrangeiro. Os passaportes não servem como prova inicial de cidadania canadense, não podendo, portanto, ser utilizados com a finalidade de obtenção de certificado de cidadania canadense, bem como carteira de habilitação ou documento de identidade. 
Todos os passaportes são emitidos pelo Passport Canada, uma repartição especial do Ministério de Relações Exteriores e Comércio Internacionais, e são válidos por cinco ou dez anos, exceto nos casos de crianças com menos de dezesseis anos, sendo neste caso válidos por cinco anos. 

## Formato
Passaportes regulares são feitos em azul marinho, com o brasão de armas do Canadá no centro da tampa frontal. As palavras "PASSPORT • PASSEPORT" estão inscritos abaixo do escudo de armas, e "CANADA" acima. A cobertura é bilíngue. As séries de passaportes canadenses são impressas em inglês e francês, os dois idiomas oficiais do Canadá. O passaporte padrão contém 24 páginas, mas pode ser emitido com 48 páginas mediante o pagamento de uma taxa adicional. 
Novas funcionalidades de segurança, semelhantes às notas, foram acrescentados com frequência crescente desde 2001. Microimpressão, imagens holográficas, imagens visíveis em UV, marcas d'água e outros detalhes têm sido implementados, em especial, sobre a página de fotografia. Além disso, a fotografia digital está agora impressa diretamente no documento, já que anteriormente, era a própria fotografia laminada no interior do documento.

## Página de dados
- Foto do titular do passaporte
- Tipo (P)
- País emissor (CAN) Canadá
- Passaporte No.
- Sobrenome
- Nome
- Nacionalidade (Canadian/Canadienne)
- Data de Nascimento
- Sexo
- Local de Nascimento
- Data de Emissão
- Autoridade emissora
- Data de validade
- Assinatura do titular do passaporte

### Sexo
Em 24 de agosto de 2017, o governo canadense anunciou que iria implementar medidas para os cidadãos que desejassem listar o sexo como "X" (neutro) em seus passaportes, que é uma das três designações sexuais permitidas para passaportes legíveis por máquina, juntamente com "M" (masculino) e "F" (feminino) especificadas pela Organização Internacional da Aviação Civil. Antes dessa implementação, os passaportes traziam uma nota na página Observações indicando que o portador do passaporte deve ser identificado com o sexo "X" em vez daquele impresso na página de dados. Desde 11 de julho de 2019, a designação "X" é impressa na página de dados, embora os viajantes sejam avisados que outros países possam insistir na designação "masculino" e "feminino".

### Local de nascimento
O local de nascimento é inscrito 27 de Outubro 1991 
conforme o formato: dia 27 de Outubro 1991 
NOMEDACIDADADE UTO, visto que Alberto Gonçalves Demena  "UTO" é o código de país ISO 3166-1 alfa-3 do país de nascimento. As subdivisões de nascimento administrativas de primeiro nível do país, como a província canadense ou o estado dos EUA, não são mencionadas como parte do local de nascimento; portanto, os cidadãos canadenses nascidos em Portland, Maine ou Portland, Oregon podem ter a mesma inscrição como local de nascimento: PORTLAND USA. Exceções a este formato estão listadas abaixo.

#### Hong Kong, Macau e Taiwan
Em resposta à modificação do governo chinês dos requisitos para a emissão de vistos para cidadãos canadenses nascidos em Hong Kong, Macau ou Taiwan, passaportes canadenses emitidos para canadenses nascidos em Hong Kong, Macau ou Taiwan agora são emitidos apenas com o local de nascimento e não o código do país com três letras. Os vistos chineses não serão mais emitidos para portadores de passaporte canadense cujo local de nascimento esteja inscrito como Hong Kong HKG, Macau MAC ou TWN.

#### Jerusalém e Palestina
Desde abril de 1976, a política é que os cidadãos canadenses nascidos em Jerusalém tenham seu local de nascimento identificado apenas pelo nome da cidade, sem designação nacional, devido ao status legal não resolvido de Jerusalém. No entanto, os cidadãos canadenses nascidos antes de 14 de maio de 1948 podem ter seu local de nascimento identificado como Palestina se nascerem no antigo Mandato Britânico da Palestina (incluindo Jerusalém).

## Prova de nacionalidade canadense
Um passaporte canadense serve como prova da identidade do portador e status de nacionalidade fora do Canadá. Contrariamente à crença popular, no entanto, um passaporte canadense, seja válido ou inválido, é apenas uma prova prima facie da nacionalidade canadense. A prova conclusiva da nacionalidade canadense inclui apenas os seguintes documentos:
- Certidão de nacionalidade canadense;
- Cartão de nacionalidade canadense;
- Certidão de nascimento de uma província ou território canadense;
- Certidão de naturalização como cidadão britânico no Canadá (emitido antes de 1 de janeiro de 1947);
- Registro de nascimento no exterior (emitido entre 1 de janeiro de 1947 e 14 de fevereiro de 1977; e
- Certificados de retenção.

Embora a certidão de nascimento canadense seja aceita como prova válida de nacionalidade, a Seção 3(2) do Citizenship Act declara que uma criança nascida no Canadá de um pai ou uma mãe que estava a serviço diplomático não é considerada cidadã canadense se nenhum dos pais eram cidadãos canadense ou residentes permanentes quando do nascimento da criança. Tais pessoas podem ter um passaporte canadense, uma vez que a certidão de nascimento é considerada válida. De acordo com o Act, no entanto, elas não são legalmente cidadãs canadenses, mesmo que tenham um passaporte canadense válido.